# Прапор (стадіон)
«Пра́пор» — футбольний стадіон у Краматорську Донецької області, домашня арена ФК «Краматорськ».

## Опис
Стадіон має 5900 пластикових сидінь та 6000 сидячих місць в цілому.

## Історія
Стадіон побудований 1936 року під назвою «Прапор». 1968 року було проведено післявоєнну реконструкцію.
2008 року у зв'язку з переїздом на стадіон місцевої команди «Авангард» керівництво клубу почало реконструкцію. У 2011−2017 роках стадіон носив назву «Авангард». У вересні 2017 року стадіону повернено історичну назву «Прапор».